# پیترو فراری (بازیکن فوتبال، زاده ۱۹۱۴)
پیترو فراری (انگلیسی: Pietro Ferrari; ۲۴ اوت ۱۹۱۴ – ۱۹۸۲) بازیکن فوتبال اهل ایتالیا بود.
از باشگاه‌هایی که در آن بازی کرده‌است می‌توان به باشگاه فوتبال رجانا و باشگاه فوتبال بولونیا اشاره کرد.
وی همچنین در تیم ملی فوتبال ایتالیا بازی کرده‌است.